# South Weber
South Weber est une municipalité américaine située dans le comté de Davis en Utah. Lors du recensement de 2010, sa population est de 6 051 habitants.

## Géographie
La municipalité s'étend sur 4,72 milles carrés (12,22 km2), dont 0,06 milles carrés (0,16 km2) d'étendues d'eau.

## Histoire
La localité constituait autrefois la partie sud du comté de Weber, d'où elle tire son nom. Elle rejoint le comté de Davis en 1855 et devient une municipalité le 2 décembre 1920.

## Démographie
La population de South Weber est estimée à 7 310 habitants au 1er juillet 2017. Avec 34,8 % des moins de 18 ans, sa population est plus jeune que celle de l'Utah (29,9 %) et des États-Unis (22,6 %).
| Groupe            | South Weber (2016) | Utah (2017) | États-Unis (2017) |
| ----------------- | ------------------ | ----------- | ----------------- |
| Blancs            | 93,5               | 90,9        | 76,6              |
| Métis             | 1,4                | 2,5         | 2,7               |
| Asiatiques        | 0,9                | 2,6         | 5,8               |
| Afro-Américains   | 0,8                | 1,4         | 13,4              |
| Océano-Américains | 0,3                | 1,0         | 0,2               |
|                   |                    |             |                   |
| Hispaniques       | 7,1                | 7,0         | 18,1              |

Le revenu par habitant était en moyenne de 28 641 dollars par an entre 2012 et 2016, au-dessus de la moyenne de l'Utah (25 600 dollars) mais en-dessous de la moyenne nationale (29 829 dollars), malgré un revenu médian par foyer supérieur (84 260 dollars à South Weber contre 55 322 dollars aux États-Unis). Sur cette même période, 2,4 % des habitants de South Weber vivaient sous le seuil de pauvreté (contre 10,2 % dans l'État et 12,7 % à l'échelle du pays).